# Stradario di Livorno (P-R)
In questo Stradario di Livorno sono compresi i nomi di strade, piazze e luoghi del territorio comunale di Livorno e la loro storia, sia di quelli attuali che di quelli non più esistenti.

## P

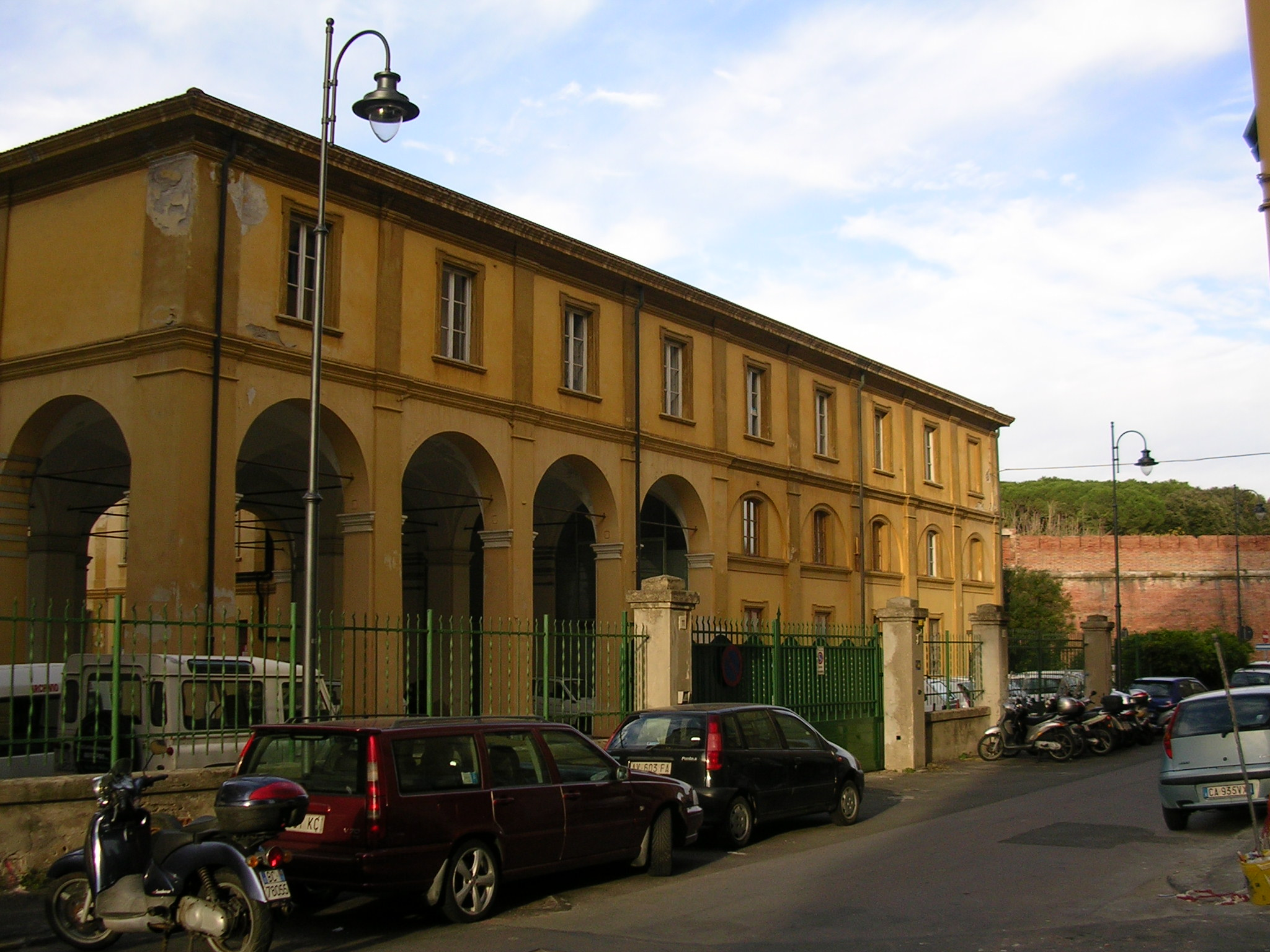
Via dei Pescatori e Pescheria Nuova

Via della Pace
Via Antonio Pacinottila strada ebbe questo nome nel 1927, in precedenza si chiamò via della Torre. Fu realizzata prima del 1846 con il nome di "strada traversa dell'Ardenza alla strada Regia". La torre a cui si riferisce il vecchio nome è la torre di osservazione e difesa contro i pirati, costruita nel 1595 nel lato sud dell'attuale Rotonda di Ardenza e distrutta nel 1944 dai tedeschi durante la loro ritirata.
Via della Padulaesiste con questo nome da prima del 1867, in riferimento alla vicina Villa della Padula edificata nella seconda metà del XVIII secolo.
Paduletta (località)
Via Niccolò Paganinila strada ebbe questo nome nel 1966, anno in cui fu realizzata.
Via Giovanni Paganucciscultore (Livorno, 1824 - 1885). La strada ebbe questo nome nel 1938, anno in cui fu realizzata.
Via Cosimo Palamidessiscienziato (1818 - 1868). La strada ebbe questo nome il 1º febbraio 1930.
Via Pietro Paleocapaingegnere e uomo politico (1789 - 1869). La strada ebbe questo nome il 26 febbraio 1936.
Via Palestroin origine denominata strada del Riseccoli perché realizzata coprendo il torrente omonimo, comprendeva anche l'attuale via Galilei. Dal 24 aprile 1838 al 20 agosto 1859 si chiamò via Augusta Ferdinanda, dal nome di una figlia del granduca Leopoldo II. Nel 1859 ebbe il nome attuale.
Palla al magliocon questo toponimo è identificata la zona nei pressi della piazza II Giugno, dove si praticava tale gioco.
Via Angelica Pallipoetessa (Livorno, 1798 - 1875) e patriota. La strada ebbe questo nome nel 1911, in precedenza fece parte di via Santo Stefano.
Via del Palloneil nome si riferisce ad un campo da gioco che si trovava sulla falsabraca (cioè un bastione più basso degli altri) del Forte San Pietro. Il campo fu ripristinato nel 1841.
Via Gaetano Pallonimedico (1767 - 1830). La strada ha questo nome dal 22 novembre 1930.
Via del Panificiofu realizzata intorno al 1870 e prende nome dal panificio militare che si trovò qui dal 1875. Nel 1880 fu costruito al suo posto l'odierno ospedale militare.
Via Alessandro Pannocchiaè il nome di un cittadino che offrì i propri terreni al Comune di Livorno. In suo onore fu intitolata questa strada nel 1913.
Via del Pantaloneprende nome da un'osteria già esistente quando la strada fu realizzata. Indicazione del 1705: dalla piazzetta di Porta a Pisa, lato fonte, a via dei Lavatoi, braccia 201.
Via Pietro Paolimatematico (Livorno, 1756 - 1839). La strada fu realizzata nel 1857 col nome di via Paoli, poi nel 1940 ebbe il nome attuale.
Piazza Paracadutisti Nembo
Via del Parcostrada realizzata nel 1841, comprendente fino al 28 aprile 1892 anche l'attuale via Pastrengo. Lungo questa strada sorge la Villa Donokoe, che nel 1888 divenne proprietà di Francesca Armosino, ultima moglie di Giuseppe Garibaldi, e fu residenza di Manlio Garibaldi negli anni in cui fu cadetto presso l'Accademia Navale.
Via Galeazzo Pardera
Via Orazio Parettiuno dei fondatori del sistema nazionale di previdenza sociale (Livorno, 1878 - 1923). La strada ebbe questo nome nel 1934.
Via del Partigianodal 1931 al 1945 si chiamò via Cortellazzo, con riferimento ad un episodio della prima guerra mondiale.
Via Giovanni Pascoliha questo nome dal 1927. Abitò a Livorno alcuni anni. Una sua composizione poetica ricorda ad esempio l'antico cimitero greco-ortodosso presso il Cisternone (oggi scomparso).
Via Domenico Passapontipatriota caduto durante la difesa della Repubblica Romana nel 1849. La strada ebbe questo nome nel 1962, anno in cui fu realizzata.
Via del Pastoreha questo nome da prima del 1867.
Via Pastrengoebbe questo nome il 28 aprile 1892, in precedenza fece parte di via del Parco. Il tratto fra via del Mare e via Tiberini si chiamò fino al 1867 via San Felice, dal nome della pieve omonima esistente fin dal 1300. Dopo il 1867 si chiamò via del Parco.
Via dei Pelaghiesiste da prima del 1776. Il nome è un riferimento all'antica natura acquitrinosa del luogo.
Via Francesco Carlo Pellegrinieducatore e scrittore (Livorno, 1856 - 1929). Da prima del 1846 si chiamò via dei Franceschi, poi si chiamò via Pellegrini dopo la morte dell'educatore e nel 1949 fu corretto nel nome attuale.
Via Pellettierla strada esiste da prima del 1792 e prende nome dalla famiglia che qui possedeva degli immobili. Nel 1813 vi fu costruito il Teatro Pellettier. Prima del 1846 il tratto dall'incrocio con via della Campana a via della Cappellina si chiamò via Sambuchi, dal nome della famiglia proprietaria di immobili che vi abitava.
Via Silvio Pellicoha questo nome dal 1972.
Via Tommaso Pendolaeducatore (1800 - 1883). La strada fu realizzata nel 1959 e così chiamata nel 1960, perché qui si trova dal 24 ottobre 1934 l'Istituto Pendola nella ex Villa Del Nero. Prima del 1959 un tratto di strada fece già parte di via Duca Cosimo.
Via dei Pensieriantichissima strada vicinale risalente alla fine del XVI secolo, era dapprima usata per il controllo della costa dai Cavalleggeri e per usi rurali e detta via dell'Erbuccia. Originariamente iniziava dal Borgo dei Cappuccini presso la cappellina Castinell (1701) per arrivare, dopo aver attraversato il rio Maggiore presso l'antico mulino "della Fata Morgana", presso la foce del rio Felciaio all'Ardenza per immettersi nella strada costiera dei Cavalleggeri. Da una indicazione del 1781: Via dei Pensieri o delle Case Rosse, dalla via dell'Imbrogiana alla via del Littorale, al ponte di Santa Lucia. Nel 1835, quando furono costruite le Mura Leopoldine, via dei Pensieri partiva da Borgo Cappuccini e arrivava fino a viale Italia, ma nel 1843 il tratto fra borgo Cappuccini e via Montebello fu venduto a privati e scomparve. Il 22 luglio 1889 fu assegnato il nome di via Goito al tratto della via dei Pensieri fra via Montebello e viale Nazario Sauro. Il tratto iniziale della strada a partire da viale Italia si chiamò via Santa Lucia, dal nome della chiesa che in antico si trovava qui nei pressi. Anche la scomparsa via delle Colombe si chiamò via dei Pensieri.
Via Francesco Perascrittore (1832 - 1914). Dal 1804 al 1930 la strada si chiamò via del Camposanto in riferimento al Cimitero comunale dei Lupi che fu costruito all'inizio del XIX secolo sull'asse nord-est di questa direttrice. Dal 1840 qui si trova anche il Cimitero degli inglesi.
Vicolo della Pergolainizialmente anonima, ebbe questo nome dopo il 1870.
Via Giovan Battista Pergolesi
Via Giulio Perini
Via dei Pescatorigià esistente prima del 1784 si chiamò prima via del Palazzo Franceschi (che fu interamente ricostruito nel 1964), poi via delle belle donne, poi via della Pescheria Nuova dal 1784 al 1870. Nel 1896 ebbe il nome attuale.
Scali del Pesceha questo nome da prima del 1784.
Via della Pescheria Nuovain antichità e fino al 1960 era indicata come piazza. La sua denominazione è anteriore al 1784. Qui si trova dal 1705 la Pescheria, poi caserma dei vigili del fuoco ed infine sede di uffici comunali.
Viale Petrarcain precedenza fece parte della strada Suburbana e poi di via di Circonvallazione, nel 1923 fece parte di via Mameli e nel 1950 ebbe il nome attuale. Rappresenta un tratto urbano della via Aurelia.
Darsena Petroli
Nuova Darsena Petroli
Via del Pettineebbe questo nome prima del 1825, in precedenza si chiamò sdrucciolo del Malenchini. Qui c'era la dogana di terra, detta "doganone", con un cavallo di frisia a bilanciere (detto "pettine", da cui il nome della strada) che fungeva da barriera daziaria.
Via del Pian di Rotasi chiama così dal 1970, dal nome di un podere e di una località, attestato a partire dal 1868 (Rota sta per "ruta"). La strada fu realizzata nel 1967 e inizialmente assegnata a via delle Sorgenti.
Via delle Pianaccefino al 1792 si chiamò via Traversa da Montenero ad Antignano, poi ebbe il nome attuale con riferimento alla località delle Pianacce (attestata fin da prima del 1600).
Via Piaveebbe questo nome nel 1918; in precedenza il tratto fra via Grande e via San Francesco si chiamò via della Tazza e poi verso il 1660 via Marsiliana, il tratto fra via San Francesco e via del Tempio si chiamò via della Saponiera da prima del 1660, con riferimento ad una fabbrica di sapone che qui esisteva, mentre il tratto fra via del tempio e via Crispi si chiamò strada o via Balbiana. La strada Balbiana prendeva nome da Bastiano Balbiani, provveditore delle fabbriche cittadine durante i governi di Ferdinando I e Cosimo II e gonfaloniere di Livorno nel 1614, che in questa strada possedeva degli immobili. Una targa ricordava accanto al nome anche l'anno in cui fu costruita la strada, il 1606. Al numero 14 di questa strada si trovava l'edificio con più finestre (132) della vecchia Livorno antecedente la seconda guerra mondiale. Nel 1858 la via Balbiana fu estesa fino agli scali D'Azeglio e nel 1872 le tre parti della strada furono riunite sotto l'unica denominazione di via della Tazza. Nel 1928 il tratto fra via Crispi e gli scali D'Azeglio fu rinominato via Armando Diaz.
Picchianti (località)in origine era una distesa agricola posta a nord della città, dove emergevano alcuni edifici significativi quale la Cappella Tommasi (ancora esistente). A partire dagli anni settanta del Novecento la zona è stata oggetto di un piano d'insediamento per attività artigianali ed industriali. I nomi delle vie qui presenti ricordano generalmente le denominazione degli antichi mestieri. Si estende nell'area compresa tra il rione Cigna, la ferrovia Livorno-Pisa, la Variante Aurelia ed il torrente Ugione, lambendo il confine con il territorio comunale di Collesalvetti, a sud del paese di Stagno.
Via vecchia del Picchianti
Piazza Italo Piccinida prima del 1696 si chiamò Fascetti e dopo il 1870 scali dei Fascetti. Dal 1960 si chiamò piazza del Pamiglione, in riferimento alla darsena primitiva così chiamata dai Genovesi. Dal 4 giugno 2022 è intitolata a Italo Piccini (1927-2010), che dal 1963 al 1989 fu alla guida della Compagnia lavoratori portuali di Livorno.
Via Monsignor Giovanni Piccioni
Via Piemontesi chiama così dal 1960.
Via Alessandro Pieronila strada fu realizzata nel 1952 con la costruzione del Palazzo Grande che divise in due parti la vecchia Piazza Grande. Dal 1952 al 1954 continuò a far parte nominalmente della piazza, poi nel 1954 le fu assegnato il nome attuale. In via Pieroni si è conservato l'unico dei quattro portici di Piazza Grande costruiti dall'architetto seicentesco (gli altri scomparvero con la ricostruzione postbellica); per questo motivo oggi viene chiamato Portico del Pieroni, mentre prima della guerra era detto Portico del Falchetto e prima ancora Portico degli Sproni.
Scali delle Pietresi chiamò così fino al 1784, poi la strada fu chiamata scali della Fortezza Nuova e nel 1896 fu ripristinato il nome attuale.
Via Giuseppe Pietri
Via della Pieveesiste da prima del 1867 e si chiama così perché nelle sue vicinanze si trova la pieve di San Jacopo.
Via Francesco Antonio Pigafettaebbe questo nome nel 1960.
Via Carlo Piglipatriota e governatore di Livorno negli anni 1848-1849. La strada ebbe questo nome nel 1951.
Via della Pina d'Orofino al 1846 si chiamò piazza delle Fontine. Il nome attuale deriva da un'osteria con questo nome che esisteva intorno al 1745. In precedenza si chiamò così l'attuale piazza dei Mille. Qui giungeva il primo acquedotto della città medicea (l'Acquedotto di Limone) e nel 1816 vi giunse anche l'acqua sorgiva dell'Acquedotto di Colognole.
Viale dei Piniil nome si riferisce agli alberi che fiancheggiano la strada ed era già in uso da tempo quando nel 1952 fu ufficialmente assegnato a questo viale.
Via Renato Pinipartigiano (1908 - 1944). La strada ebbe questo nome nel 1953.
Via del Pinoha questo nome da prima del 1854 e fino al 1951 comprese anche l'attuale via della Fontanella. LA strada però iniziava dalla via del Littorale, di fronte all'attuale via del Pastore e nel 1951 ne fu rettificato il percorso per farla partire da via di Montenero.
Via Giuseppe Piombanticanonico e studioso di storia locale (1831 - Livorno, 1909). La strada ebbe questo nome nel 1931, centenario della nascita di Piombanti.
Via Luigi Pirandellosi chiama così dal 1962.
Calata Pisa
Darsena Pisa
Via Pisaha questo nome dal 3 settembre 1938; lungo la strada, che si snoda all'interno del porto industriale e mercantile, si trovano i resti della Torre Maltarchiata, edificata dai pisani in epoca medioevale.
Via Carlo Pisacanedal 1931 al 1946 si chiamò via Buccari per ricordare un episodio della prima guerra mondiale, la beffa di Buccari.
Via Silvano Pizzipartigiano caduto nel 1944.
Via del Platanola strada fu realizzata dopo il 1846 e inizialmente fece parte di via Cosimo Del Fante.
Via Pasquale Pocciantiingegnere e architetto (Bibbiena, 1774 - 1858), progettò l'Acquedotto di Colognole, che rifornisce d'acqua Livorno, e ne fu il direttore. Fu anche l'autore del Cisternone e di altre opere in città. La strada fu realizzata in gran parte nel 1931 ricevendone il nome attuale il 24 gennaio di quell'anno, ma il tratto compreso tra via Sproni e piazza XX Settembre era già esistente fin da prima del 1846 e si chiamava via Corta.
Via dei Poderi
Via Poeriodedicata ai fratelli Carlo e Alessandro Poerio, patrioti. La strada ebbe questo nome il 3 settembre 1938. A Carlo Poerio era intitolata la piazza sulla quale fu costruita nel 1893 l'attuale scuola elementare "Antonio Benci".
Via del Poggettosi chiama così fin da prima del 1784 ma arrivava fino a via Duca Cosimo. Il nome è quello di un podere che si trovava qui.
Via della Poggia e della Sambucavia vicinale già esistente nel 1846 che dalla via delle Sorgenti conduce al colle La Poggia e all'antico romitorio della Sambuca, nell'alta valle dell'Ugione.
Via Gaetano Poggialidal 1846 al 1948 si chiamò via della Beneficenza in ricordo della sottoscrizione per costruire la vicina chiesa di Santa Maria del Soccorso in scioglimento di un voto fatto durante l'epidemia di colera del 1835-1837. Prima che fosse realizzata l'attuale piazza della Vittoria, via Poggiali era detta la strada che fiancheggiava la chiesa del Soccorso sul suo lato sinistro (cioè verso l'Attias) e tale rimase fino al 1888. Nel 1948 il nome Poggiali fu assegnato alla strada attuale.
Via del Poggioesiste da prima del 1864 col nome di via del Poggio di Montenero.
Via Enzo Poli
Via Enrico Pollastrinipittore (Livorno, 1817 - 1876). Da prima del 1784 si chiamò via del Consiglio perché fiancheggia il Municipio, poi via del Monte Vecchio e il 19 aprile 1887 ebbe il nome attuale. Qui fu istituito il primo Monte di pietà nel 1625.
Via Pompiliaprima del 1846 si chiamava via del Pontino e arrivava fino ai Mulini a vapore lungo il fosso delle Cateratte.
Via Ponentino
Ponte Arcioneè l'attuale ponte Ugione al termine della via Provinciale Pisana sul confine con il comune di Collesalvetti.
Via del Ponteprende nome dal ponte sul canale dei Lazzeretti, costruito nel 1714 e interrato nel 1888. La strada si chiama così da prima del 1896. Qui si trovavano anche le Andane dei Funaioli.
Ponte della Cigna (località)vi attraversa il torrente della Cigna la via Provinciale Pisana, in prossimità del passaggio a livello. Il ponte, eretto nel tardo XVIII secolo, porta ancora sul lato esterno di una delle spallette lo stemma marmoreo granducale.
Scali del Ponte di Marmoprende nome dal ponte di via Borra costruito nel 1629 e ricostruito nel 1774. La strada ha questo nome da prima del 1784. Qui si trovava la Porta dei Navicelli.
Pontino (rione)deve il nome alla presenza del piccolo ponte sul Canale dei Navicelli.
Scali del Pontinoinizialmente si chiamarono scali San Marco perché conducevano all'allora piazza San Marco (attuale piazza dei Legnami) dove era situata la Porta San Marco. Intorno al 1825 ebbero il nome attuale, con riferimento al piccolo ponte (ricostruito nel 1720) che attraversa il punto di inizio del Canale dei Navicelli. Insieme al tratto di scali delle Cantine compreso fra via Pellettier e il Canale dei Navicelli, fece parte di via dei Vecchi Spalti, detta anche "via del Pontino dell'antico cimitero degli Ebrei".
Via di Popognada prima del 1846 il tratto iniziale si chiamò via Fonda di Monterotondo e strada maestra di Rio Maggiore. Il nome è quello della località a cui la strada conduce, attestata fin dal 1009 come villaggio e sede di un castello e poi di una villa medicea. Si chiama Popogna anche il torrente che scorre per un certo tratto accanto alla strada. Indicazione del 1781: Strada che staccandosi dalla via Maestra di Montenero, dopo il ponte di Rio Maggiore, prosegue fino ai mulini e colline di Popogna e di lì sbocca nella via pubblica che conduce al Gabbro ed alle Maremme onde assicurare l'apertura della comunicazione con le Maremme con carri e barrocci.
Via della Porciglianaesiste da prima del 1846 e prende nome dalla località a cui la strada conduce, l'antica Purciliano attestata nel 949 come villa appartenente ai vescovi di Pisa. La strada si chiamò anche via del Sasso Rosso.
Porta a Mare (quartiere)la Porta a Mare anticamente era la porta occidentale del castello di Livorno, posta all'altezza di via San Giovanni. Oggi il termine identifica il nuovo quartiere in fase di realizzazione nell'area dell'ex Cantiere navale fratelli Orlando. La zona, limitrofa ai Cantieri Benetti (promotori della trasformazione urbanistica), sarà destinata ad attività commerciali e ad uso residenziale: i lavori sono stati avviati nel 2007 e prevedono anche la riapertura di un tratto del Canale dei Lazzaretti, che un tempo giungeva fino alla zona di San Jacopo.
Porta a Terra (località)in origine questo nome identificava la porta orientale dell'abitato medioevale di Livorno, chiuso all'interno delle mura costruite dai Pisani. La realizzazione delle mura medicee portò alla distruzione dell'antica porta, che fu spostata nella zona dell'odierna Piazza Guerrazzi col nome di Porta a Pisa. Il nome è stato ripreso negli anni novanta del Novecento, per indicare una nuova zona di espansione ad est della città, che avrebbe rappresentato una sorta di porta d'ingresso a Livorno per chi fosse arrivato dall'entroterra. La zona, collocata nelle aree poste alle spalle della Stazione Centrale, è caratterizzata dalla presenza di numerose attività commerciali e sportive, tra cui emergono per importanza il centro commerciale Fonti del Corallo (inaugurato nei primi anni del Duemila e il Modigliani Forum.
I Portaccilocalità che si riferiva ad una insenatura naturale che si era creata nel XVIII secolo a nord della città posta ad est della Torre del Marzocco che era collegata verso nord alla linea della costa e con le rovine delle altre torri pisane (Torre Magnale e Castelletto) formava un piccolo golfo sulla cui spiaggia venivano effettuate le esercitazioni militari con l'artiglieria (spiaggia del bersaglio). Già all'inizio dell'800 la zona è interrata e trasformata.
Molo Porta Containers
Via del Porticcioloha questo nome da prima del 1784 e si riferisce al porticciolo che, secondo la tradizione delle guide storiche, era stato costruito dai Genovesi nel 1412, per essere poi interrato sul finire del XVII secolo. Il porticciolo si trovava in corrispondenza dell'attuale Palazzo dell'Anagrafe (accanto al Municipio). Si è chiamata anche via della Dogana, con riferimento all'adiacente edificio dell'attuale Camera di Commercio, un tempo sede della Dogana. Indicazione del 1872: dalla piazza d'Arme alla pedata del Ponte Lungo.
Via Portogallo
Piazzale del Portualeha questo nome dal 1960.
Via della Postain origine fu divisa in tre parti, di cui il tratto fra piazza Grande e via della Madonna si chiamò via della Doganetta (e prima via della Posta) e prendeva nome dall'edificio costruito dai Genovesi nel 1412 insieme al porticciolo che si trovava nell'attuale piazza Grande. Nel 1698 fu deciso l'interramento del porticciolo e la Doganetta rimase fino al 1633, quando fu inglobata nel Palazzo Granducale. Il tratto fra via della Madonna e via dell'Angiolo si chiamò via Verrazzana (in ricordo di Lodovico da Verrazzano, generale delle galere e governatore di Livorno, morto nel 1646) e il tratto fra via dell'Angiolo e via del Pantalone via dei Magazzini fin da prima del 1784(si chiamò anche via dei Tre Re, dal nome di un'osteria qui esistente da prima del 1700).
Vicolo del Pozzostrada cieca, deve il suo nome alla presenza di un pozzo. La strada ha questo nome dal 1872, in precedenza era senza nome. È uno degli ultimi pozzi rimasti dopo che nel 1912 furono quasi tutti chiusi in seguito all'attivazione dell'Acquedotto di Filettole. Nel 1784 c'erano in città 846 pozzi e 97 cisterne, alle quali si aggiunsero all'inizio del XIX secolo la cisterna della Gran Guardia (dalla capacità di 22.000 barili) e quella del Bagno.
Via Bernardo Pratostorico (Livorno, 1748 - 1813), compilò il Giornale della città e Porto di Livorno, in 63 volumi nei quali raccolse la cronaca della città durante tutto il periodo della sua vita. Il manoscritto (che si trova alla Biblioteca Labronica) è una fonte importante per conoscere i rapporti che intercorsero tra Corsica e Toscana durante quel periodo e specialmente durante i moti per l'indipendenza dell'isola e il governo di Pasquale Paoli. La strada (a fondo cieco) ebbe questa denominazione nel 1970, quando fu costruita.
Via della Principessa
Via Dino Provenzal
Via Provinciale Pisanafece parte della strada Maestra Pisana, poi detta strada Regia Postale (intorno al 1781). Fino al 1938 fece parte della via Aurelia e fino al 1967 arrivava a via Firenze in prossimità di Pontarcione (al confine comunale con Collesalvetti). Di fronte a via del Vigna si trovava il Cimitero armeno, aperto nel 1784 e chiuso nel 1875. Indicazione del 1846: dal ponte dell'Ugione, passa dai Lupi, la Cigna, via Erbosa e del Vigna, arriva a piazza della Barriera Fiorentina, braccia 4.800. La strada segue il percorso dell'antica via che dall'attuale Piazza Guerrazzi collegava la città di Livorno a Pisa.
Via della Prugnoliccia
Via Giacomo Pucciniebbe questo nome il 27 settembre 1937, in precedenza si chiamò via Luigi Luzzatti, nome che fu poi assegnato ad un'altra strada.
Via Mario Puccinipittore (Livorno, 1869 - Firenze, 1920). La strada ha questo nome dal 1949, in precedenza era anonima.
Via Puglieha questo nome dal 1964.
Via Carlo Puiniscrittore (1839 - 1924). La strada ebbe questo nome con delibera del 26 febbraio 1936, anno in cui fu realizzata.
Calata Punto Franco
Via del Puntone
Via Giovanni Puntoniscultore (Livorno, 1827 - 1902). La strada ha questo nome dal 1938.
Puzzolente (località)il toponimo deriva dalla presenza di polle d'acqua solfurea. Qui si trovano i Bagnetti progettati da Pasquale Poccianti e costruiti a partire dal 1843.

## Q
Via Ettore Quaglieriniantifascista.
Via della Quercetasi chiamò via delle Querci fino al 1846, poi ebbe il nome attuale.
Quercianella (frazione)
Via di Quercianellaesiste da prima del 1781. Nel 1918 fu chiamata via di Quercianella Sonnino, in onore del presidente del Consiglio Sidney Sonnino, proprietario del vicino Castello del Romito, ma poco dopo tornò a chiamarsi solamente via di Quercianella.
Via Don Giovanni Battista Quilicisacerdote (1791 - 1844). Da circa il 1846 fino al 1936 si chiamò via del Convento, con riferimento all'Istituto delle Suore Crocerossine. La strada ha questo nome dal 19 settembre 1936.

## R

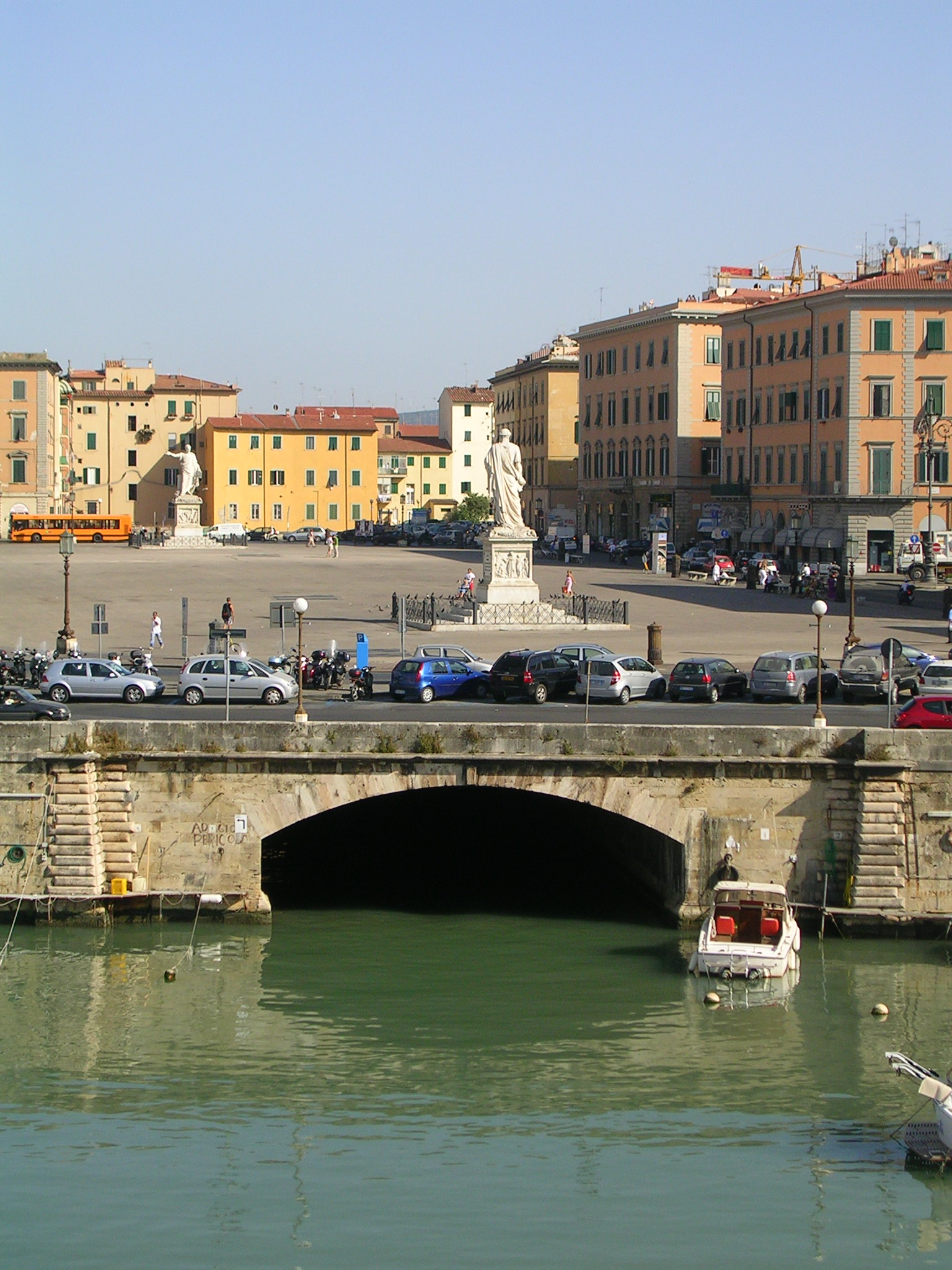
Piazza della Repubblica

Via della Ragnaiafino al 1836 si chiamò vicolo del Ciampi, poi le fu assegnato il nome attuale che in precedenza indicava una parte della via delle Spianate e precisamente quella comprendente le attuali via Magagnini, via Del Corona e il tratto di Corso Amedeo fino a via dell'Origine. Il nome Ragnaia era quello di un podere a cui la strada portava e a sua volta alludeva alle reti da caccia che venivano tese fra gli alberi di questo podere.
Via dei Ramaiè una delle molte strade realizzate tra la fine del XX e l'inizio del XXI secolo nella zona artigianale del Picchianti e che si richiamano agli antichi mestieri scomparsi.
Via Giovanni Randacciocombattente della prima guerra mondiale (1884 - 1917), medaglia d'oro al valor militare . La strada ha questo nome dal 1934, anno in cui fu realizzata.
Via Giuseppe Ravizzaprimo ideatore della macchina da scrivere (Suno, 1811 - villa del Limoncino a Livorno, 1885). Dal 1857 al 1927 si chiamò via della Palazzetta Comunale, in riferimento ad un piccolo edificio che il comune acquistò nel 1857 in un'asta pubblica e vendette nel 1867, e che si trovava all'angolo di questa strada con via del Mare. Per un breve periodo di tempo la strada si chiamò anche via della Palazzetta della Comunità, poi nel 1927 ebbe il nome attuale.
Via Gastone Razzagutascrittore e pittore (Livorno, 1890 - 1950). La strada fu realizzata nel 1961 sui terreni di proprietà della famiglia Vignoli e per questo si chiamò inizialmente via Vignoli. Poi nel 1970 ebbe il nome attuale.
Piazzale Alberto Razzautidi fianco alla Terrazza Mascagni, dove sorge l'acquario.
Via Francesco Rediin origine parte di via delle Siepi, ebbe il nome attuale nel 1966.
Scali del Refugioprende nome da una Casa Pia denominata Refugio, costruita nel 1755; prima del 1784 si chiamarono scali dei Domenicani. Indicazione del 1784 circa: Dal ponte di faccia alla porta del Forte San Marco, lungo la chiesa di Santa Caterina sul fosso fino al piccolo ponte che divide il fosso detto dei Lavatoi.
Via delle Regatefu realizzata nel 1970 e così chiamata in ricordo delle vittorie dei canottieri livornesi nel 1929 (quarto campionato italiano e terzo europeo).
Via Remota
Piazza della Repubblicadopo aver demolito il ponte a Pisa, la piazza fu costruita nel 1844 dall'architetto Luigi Bettarini con una grande volta sul Fosso Reale e per questo il primo nome fu piazza del Voltone. Dal 1850 al 1859 fu chiamata piazza dei Granduchi dalle due grandi statue dei granduchi Ferdinando III e Leopoldo II commissionate il 27 gennaio 1832, realizzate da Francesco Pozzi e Paolo Emilio Demi e qui collocate nel 1848. La statua di Leopoldo II (collocata il 6 giugno) fu danneggiata durante i moti rivoluzionari e rimossa il 7 maggio 1849; il 5 novembre dello stesso anno fu incaricato lo scultore Emilio Santarelli di realizzarne un'altra che fu collocata al posto di quella vecchia. La vecchia statua fu ritrovata nel 1958 e collocata in piazza XX Settembre. Il 20 agosto 1859 la piazza fu rinominata piazza Carlo Alberto fino al 2 giugno 1946 quando ebbe il nome attuale. La piazza fu sempre comunemente nota come Voltone o piazza del Voltone.
Diga Rettilinea
Via Ricasoliintitolata a Bettino Ricasoli, fino al 1859 si chiamava via Leopolda o borgo San Leopoldo e comprendeva anche l'attuale via Marradi. Il 2 dicembre 1854 fu unita alla vecchia via delle Ville (attuali via Borsi e via Cambini) e prolungata fino a via Calzabigi. Nel 1923 il tratto fra corso Mazzini e via Mameli fu chiamato via Giovanni Marradi.
Via Giuliano Ricciscrittore (1803 - 1848). La strada ebbe questo nome il 2 maggio 1911.
Via Augusto Righifisico (Bologna, 1850 - 1921). La strada ebbe questo nome nel 1960, anno in cui fu realizzata.
Via Eugenio Rignanobiologo (1870 - 1930). La strada ebbe questo nome nel 1966.
Vicolo delle Rimesseebbe questo nome nel 1846.
Via del Riposoha questo nome dal 1845, anno in cui fu realizzata dietro la chiesa di San Giuseppe, costruita nel 1842).
Riseccolila zona delle attuali via Galilei e via Palestro, che prende il nome del torrente incanalato sotto le strade anzidette.
Erta dei Risicatorifaceva parte degli scomparsi scali del Piaggione (dal 1898 inclusi in viale Caprera per l'interramento del fosso) ed ebbe il nome attuale nel 1960. I "risicatori" erano delle associazioni remiere costituite con lo scopo di salvare gli equipaggi delle navi in difficoltà, ma soprattutto per disputarsi il diritto di trasportare a terra per primi il carico delle navi.
Largo dei Risicatori
Viale del Risorgimentoinizialmente fu chiamata viale degli Acquedotti, poi dal 20 dicembre 1900 si chiamò viale Regina Elena fino al 1946, quando ebbe il nome attuale.
Via delle Robinie
Via Giorgio Rodocanacchiufficiale della Regia Marina che il 31 dicembre 1941 affondò con la sua nave durante una battaglia navale. La strada si chiama così dal 1947, in precedenza non aveva nome.
Via Romain origine si chiamò via per Antignano e Maremma, poi nuova via Maremmana o semplicemente via Maremmana. Nel 1776 è attestata come via vicinale mentre nel 1792 fu classificata come via comunitativa (cioè "comunale"). Nel 1835 fu chiamata via della Barriera Maremmana e nel 1840 via di Montenero e poi via vecchia di Montenero. Il 24 maggio 1888 ebbe il nome attuale, esteso fino all'incrocio con viale Nazario Sauro dove l'anno successivo fu costruita la Barriera Roma a causa dell'allargamento della cinta daziaria. Indicazione del 1781: strada numero 20 fra la via delle Spianate o sia fra il ponte de' Lami e la già cappellina del Castinelli luogo detto il Fanale sulla via di Montenero. Lungo la strada si trovano la casa natale di Amedeo Modigliani ed il Museo di storia naturale del Mediterraneo.
Via Gian Domenico Romagnosiebbe questo nome nel 1972.
Rombolinolocalità posta in prossimità dell'incontro tra le attuali via di Salviano, via Giuseppe Cambini, via della Padula e via Carlo Campioni. Prende nome da un antico podere che dal XVII secolo circa fino alla metà del XIX secolo si chiamò Romolino, a sua volta così chiamato dal nome del proprietario Romolo Cremoni.
Via Guglielmo Romitianatomista (Pisa, 1850 - Carrara, 1936). La strada fece parte di via del Castellaccio fino al 21 aprile 1954, quando ebbe il nome attuale.
Porticciolo del Romitoscalo privato annesso al vicino Castello Sonnino.
Via della Rondinellafu realizzata nel 1847, insieme alle vicine via Fiorenza e via Bernardina, su commissione dello Scrittoio delle Regie Fabbriche.
Via Ferruccio Rontini
Via Rosa dei venti
Via Rosa del Tirrenorealizzata nel 1953, ebbe questo nome nel 1958. Il nome si riferisce ad una moneta emessa dalla zecca di Firenze e destinata a Livorno negli anni fra il 1665 e il 1726.
Scali Roscianoprende nome dal Palazzo Rosciano, costruito nel 1672 da Giuseppe Rosciano, ricco commerciante di cereali.
Via del rosmarinoha questo nome dal 5 febbraio 1966.
Via Antonio Rosmini
Largo Fratelli Rosselliil largo fu realizzato con la demolizione del Mulino a vento e ampliato nel 1952, anno in cui ebbe il nome attuale. Nel 1956 fu posta qui la nuova statua del Villano realizzata da Vitaliano De Angelis e Giulio Guiggi.
Via Donato Rossettiscienziato (1633 - 1685). La strada ebbe questo nome il 24 febbraio 1931.
Via Ernesto Rossigià facente parte di via della Pace, allungata fino a corso Amedeo nel 1845 ebbe il nome attuale nel 1898. Fino al 1843 si chiamò via Malenchini. Indicazione del 1846: dal Corso reale alla piazza del Casone braccia 775.
Via Rossiniprendeva nome dal teatro intitolato a Gioachino Rossini, costruito nel 1839 fra questa strada e le attuali via dei Fulgidi e via dei Carabinieri. Nel teatro ebbe sde l'Accademia dei Fugidi e fu distrutto dai bombardamenti aerei della seconda guerra mondiale.
Rotonda d'Ardenza Carlo Azeglio Ciampinel 1835 viene prolungato il passeggio del lungomare fino al "Parterre della Rotonda", progettato dall'architetto Giuseppe Faldi. Il piazzale fu sistemato a pineta nel 1840 e inizialmente si chiamò piazzale della Torre, dalla presenza della vicina torre medicea di forma quadrangolare costruita nel 1595 per la sorveglianza costiera. La torre si trovava nei pressi del ponte a tre luci denominato Tre Ponti, costruito nel 1898, e fu poi distrutta dai tedeschi in ritirata nel 1944. Qui si trovava anche la Villa Boretti, scomparsa prima della seconda guerra mondiale. La pineta della Rotonda fa da quinta naturale al passeggio del lungomare per chi arriva dalla città. È indubbiamente una delle zone più suggestive di Livorno, specie al tramonto e nelle serate estive. La pineta è stata ripetuto soggetto di innumerevoli opere di pittori di scuola labronica dai Macchiaioli fino ai contemporanei. Dal 1953 per iniziativa di un gruppo di appassionati di pittura, presieduti da Mario Borgiotti, è divenuta la sede dell'annuale "Premio Rotonda", chermesse di pittura e scultura che si svolge in agosto. Il 9 dicembre 2019 è stata intitolata al presidente della Repubblica Carlo Azeglio Ciampi.
Via Luigi Russo